# Boechera paupercula
Boechera paupercula là một loài thực vật có hoa trong họ Cải. Loài này được (Greene) Windham & Al-Shehbaz mô tả khoa học đầu tiên năm 2006.